# الدائرة الانتخابية 3 الأغواط
الدائرة الانتخابية 3 الأغواط هي واحدة من بين 48 دائرة انتخابية جزائرية إلى جانب الدوائر الانتخابية للجزائريين في الخارج، تغطي هذه الدائرة كل مساحة ولاية الأغواط.

## نتائج الانتخابات الرئاسية
| الانتخابات الرئاسية | 2019 | 2014 | 2009    | 2004 | 1999 |
| نسبة المشاركة %     |      |      | 84,29 % |      |      |
| عدد مكاتب التصويت   |      |      | 446     |      |      |
| عدد المسجلين        |      |      | 212,710 |      |      |
| عدد المصوتين        |      |      | 179,296 |      |      |
| الأصوات المعبر عنها |      |      | 172,115 |      |      |
| الأصوات الملغاة     |      |      | 7,181   |      |      |

### نتائج الانتخابات الرئاسية موزعة حسب المترشحين
| النتائج     | عبد العزيز بوتفليقة | علي بن فليس | عبد العزيز بلعيد | لويزة حنون | علي فوزي رباعين | موسى تواتي |
| ----------- | ------------------- | ----------- | ---------------- | ---------- | --------------- | ---------- |
| عدد الأصوات |                     |             |                  |            |                 |            |
| النسبة %    |                     |             |                  |            |                 |            |

| النتائج     | عبد العزيز بوتفليقة | لويزة حنون | موسى تواتي | محمد جهيد يونسي | بلعيد محند أوسعيد | علي فوزي رباعين |
| ----------- | ------------------- | ---------- | ---------- | --------------- | ----------------- | --------------- |
| عدد الأصوات | 162,660             | 3,547      | 1,934      | 2,056           | 975               | 943             |
| النسبة %    | 94,51               | 2,06       | 1,12       | 1,19            | 0,57              | 0,55            |

## الممثلين

### نواب الأغواط في المجلس الشعبي الوطني

#### نوابالأغواطفي المجلس الشعبي الوطني2017
| الصورة | الاسم           | الانتماء السياسي         |
| ------ | --------------- | ------------------------ |
|        | بن سليمان خليفة | جبهة المستقبل            |
|        | دقموسي دقموس    | جبهة الجزائر الجديدة     |
|        | ريغي خديجة      | التجمع الوطني الديمقراطي |
|        | زعابطة يحي      | حزب جبهة التحرير الوطني  |
|        | صافي لعرابي     | التجمع الوطني الديمقراطي |
|        | صليعة أحمد      | مترشح حر                 |

#### نواب الأغواط 2007
| الصورة | الاسم            | الانتماء السياسي        |
| ------ | ---------------- | ----------------------- |
|        | محمد خويلد       | حزب جبهة التحرير الوطني |
|        | الحاج الطيب عزيز | حركة مجتمع السلم        |
|        | بشير فرحات       | حزب جبهة التحرير الوطني |

#### نواب الأغواط 2002
| الصورة | الاسم | الانتماء السياسي |
| ------ | ----- | ---------------- |
|        |       |                  |
|        |       |                  |
|        |       |                  |

#### نوابالأغواط1997
| الصورة | الاسم            | الانتماء السياسي         |
| ------ | ---------------- | ------------------------ |
|        | مداني بن عجيلة   | التجمع الوطني الديمقراطي |
|        | أمحمد بوعزارة    | جبهة التحرير الوطني      |
|        | سهلي عبد الرحمن  | جبهة التحرير الوطني      |
|        | عزيز الحاج الطيب | حركة مجتمع السلم         |

### نواب مجلس الأمة
| الصورة | الاسم        | الانتماء السياسي    |
| ------ | ------------ | ------------------- |
|        | قيساري محمود | جبهة التحرير الوطني |
|        | عويسي محمد   | جبهة التحرير الوطني |

## روابط خارجية
- السلطة الوطنية المستقلة للانتخابات
- وزارة الداخلية والجماعات المحلية والتهيئة العمرانية